# Dialeurodes egregissima
Dialeurodes egregissima là một loài côn trùng cánh nửa trong họ Aleyrodidae, phân họ Aleyrodinae.
Dialeurodes egregissima được Sampson & Drews miêu tả khoa học đầu tiên năm 1941.